# مهرجان القاهرة للسينما الفرنكوفونية
مهرجان القاهرة للسينما الفرنكوفونية، مهرجان سينمائي سنوي يقام في القاهرة عاصمة مصر، أقيمت الدورة الأولى منه في الفترة من 12 إلى 16 ديسمبر 2021، بدار الأوبرا المصرية بالقاهرة، تحت إشراف وزارة الثقافة المصرية وبالتعاون مع وزارة الخارجية المصرية، وأقيمت دورته الثانية في الفترة من 28 نوفمبر إلى 2 ديسمبر 2022 بدار الأوبرا المصرية، الناقد السينمائي ياسر محب هو مؤسس ورئيس المهرجان.

## هدف المهرجان
الهدف الرئيسي للمهرجان هو تحقيق قيمة مضافة للساحة السينمائية والثقافية والإبداعية في مصر، من خلال نقل جمهور المهرجان إلى قلب صناعة الأفلام الفرنكوفونية وفنونها؛ بهدف تنشيط وتعزيز الفن السابع المصري، مع فتح قنوات نقاش وتبادل ثقافي وسينمائي جديدة وفاعلة، والتعاون بين الخبراء والمدارس السينمائية من كلٍ من مصر ومختلف البلدان الفرنكوفونية.
كما يهدف المهرجان إلى تحسين الذوق في الأفلام، وتعزيز الروابط الفنية بين الناس، والسماح باللقاءات بين المهنيين وبناء الجسور بين العاملين في مجال السينما من مختلف الثقافات وبالتالي تعزيز صناعة السينما في مصر، وفي الدول الفرنكوفونية، وفي العالم العربي.

## روابط خارجية
الموقع الرسمي لمهرجان القاهرة للسينما الفرنكوفونية.